# سالدوس
سالدوس (بالإنجليزية: Saldus)‏ هي منطقة سكنية تقع في لاتفيا في Saldus District. يقدر عدد سكانها بـ 12,224 نسمة ومساحتها 10.1 كم2 .

## المدن التوأمة
مدن Villebon-sur-Yvette، ستارغارد زتسيسينسكي، بايده، مازيكياي، Liederbach am Taunus، ليدينيو ‏، سرغيايف بوساد، زانكت أندريه وLidingö Municipality هي مدن توأمة لـسالدوس.

## معرض صور

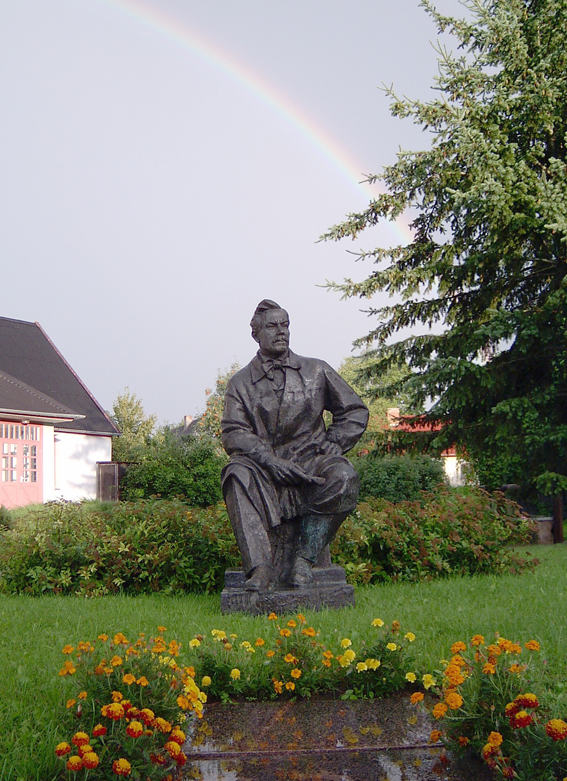
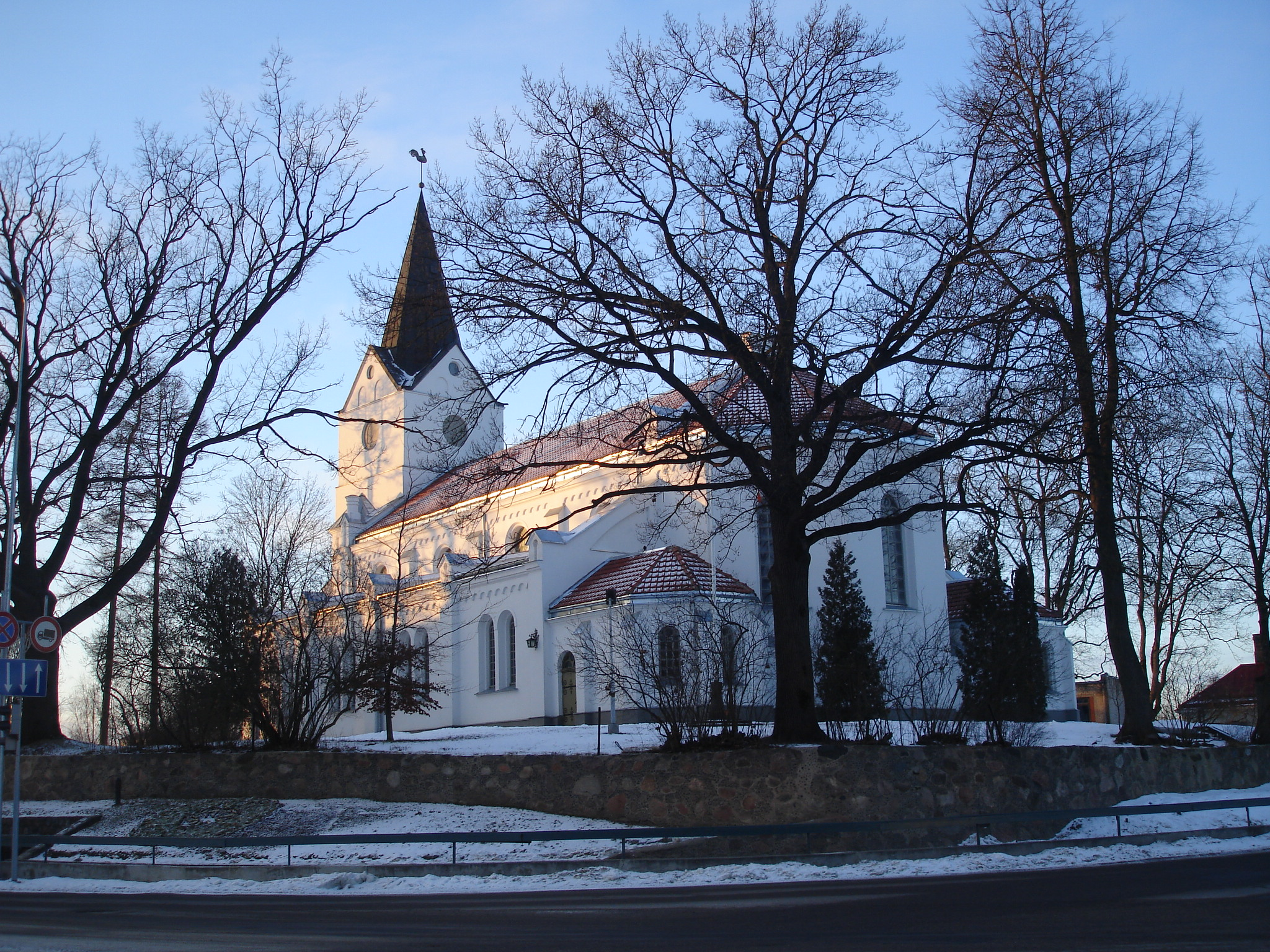
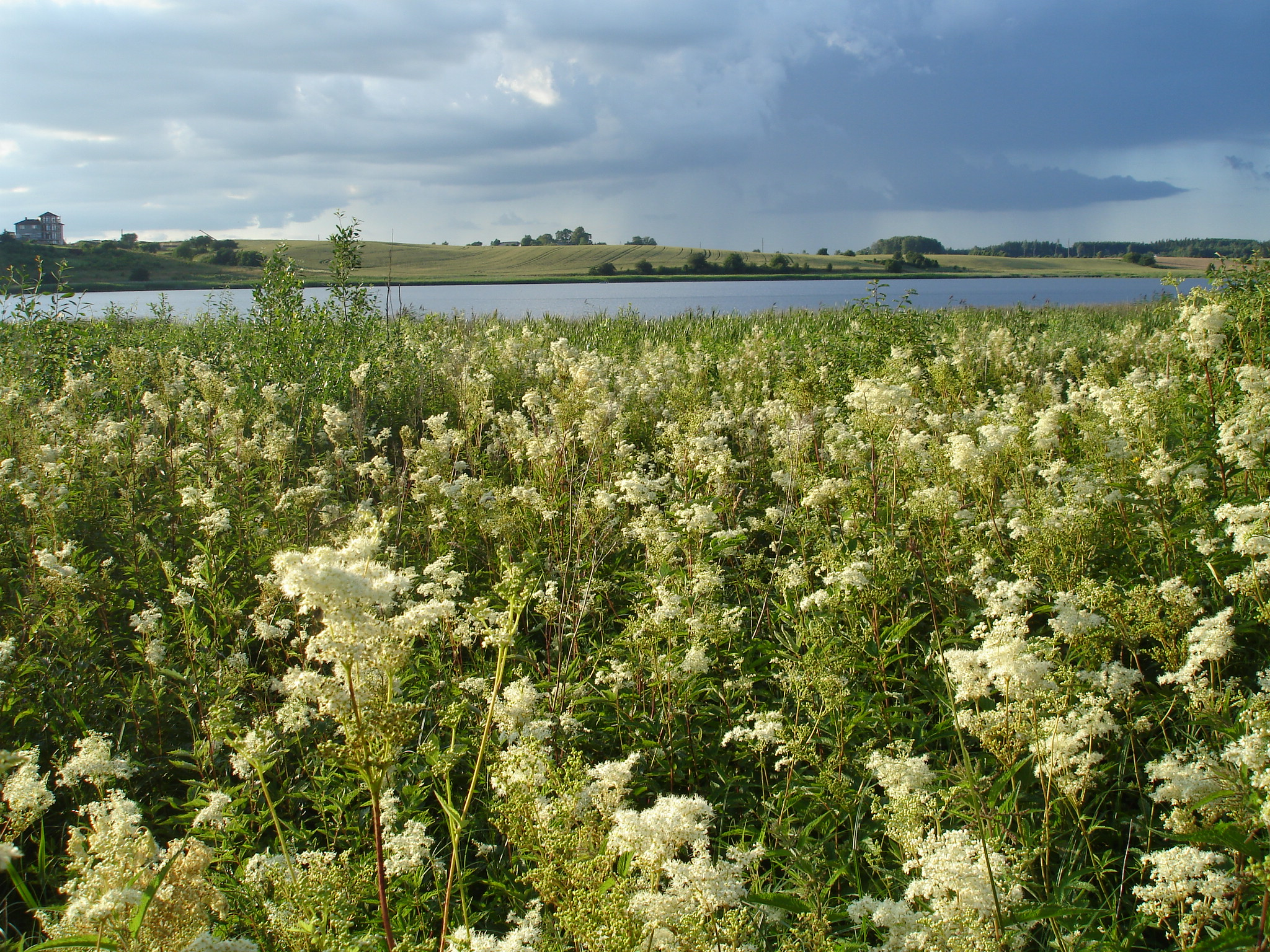

## أعلام
- جينتس فريمانيس
- يانيس بلومز
- دونز
- إدغارس جيرومانوفس